# دانیله بانیولی
دانیله بانیولی (به ایتالیایی: Daniele Bagnoli) (زادهٔ ٢۵ اکتبر ١٩۵٣ – درگذشتهٔ ٢٧ دسامبر ۲۰٢۴) مربی والیبال اهل ایتالیا بود. او در سال ۱۹۹۱ به عنوان مربی تیم ملی والیبال ایتالیا به مدال طلای بازی‌های کشورهای حوزه دریای مدیترانه رسید و در مدت ۲ سالی که به عنوان سرمربی و مربی به همراه تیم ملی والیبال روسیه بود به عنوان سومی لیگ جهانی ۲۰۰۹ و قهرمانی جام جهانی ۲۰۱۱ دست یافت.
بانیولی سابقه ۸ قهرمانی در لیگ ایتالیا، ۷ قهرمانی در جام ایتالیا، ۵ قهرمانی جام اروپا، ۵ قهرمانی سوپرکاپ ایتالیا، قهرمانی در جام قهرمانان ایتالیا و اروپا را در کارنامه خود دارد. او در سال ۲۰۰۷ به لیگ روسیه رفت و توانست با تیم دینامو مسکو به عنوان قهرمانی لیگ و سوپرکاپ ایتالیا برسد.
او در سال ۲۰۱۱ تا ۲۰۱۳ پس هدایت فنرباغچه ترکیه هدایت متین ورامین را به عهده گرفت و با این تیم قهرمان لیگ برتر ایران ۲۰۱۴ شد.
بانیولی در ٢٧ دسامبر ۲۰٢۴، در سن ۷۱ سالگی درگذشت. 